# Анохино (Меленковский район)
Ано́хино — деревня в Меленковском районе Владимирской области. Входит в состав Ляховского сельского поселения.

## География
Деревня расположена в 19 км на северо-восток от центра поселения села Ляхи и в 38 км на северо-восток от райцентра города Меленки.

### Природные ресурсы
В окрестностях деревни произрастает широкое разнообразие видов сосудистых растений. Населённый пункт окружен смешанными лесами.

## История
Деревня впервые упоминается в окладных книгах 1676 года в составе Урвановского прихода, в ней тогда было 2 двора крестьянских.
В конце XIX — начале XX века деревня входила в состав Усадской волости Меленковского уезда, с 1926 года — в составе Муромского уезда. В 1859 году в деревне числилось 22 двора, в 1905 году — 68 дворов, в 1926 году — 106 дворов.
С 1929 года деревня являлась центром Анохинского сельсовета Ляховского района, с 1940 года — в составе Усадского сельсовета, с 1954 года — в составе Урвановского сельсовета, с 1963 года — в составе Меленковского района, с 2005 года — в составе Ляховского сельского поселения.  

## Население
| 1859 | 1905 | 1926 | 2002 | 2010 | 2021 |
| ---- | ---- | ---- | ---- | ---- | ---- |
| 202  | ↗474 | ↗682 | ↘46  | ↘27  | ↘16  |